# Matilda (novel·la)
Matilda és una novel·la escrita per Roald Dahl. Inicialment, va ser publicada el 1988 a Londres per Jonathan Cape, amb il·lustracions de Quentin Blake. És un llibre de ficció infantil i juvenil en el qual una nena neix en una família que no la vol, a la família Wormwood. Danny DeVito va dirigir i protagonitzar l'adaptació cinematogràfica del 1996, i també se n'ha fet un musical.

## Argument
La Matilda és una nena molt intel·ligent a qui li agrada molt llegir però no se sent compresa pels seus pares, els quals no valoren la seva curiositat i dons naturals. A l'escola coneix la senyoreta Honey, que és la primera persona que l'estima tal com és. Allà, però, també hi ha la directora Trunchbull, que espanta els alumnes i vol regir el centre amb esperit militar.
La Matilda descobreix accidentalment que té el poder de la telequinesi i vol usar-lo per fer justícia. Esbrina que la directora va robar-li la casa a la senyoreta Honey i decideix espantar-la movent objectes com si hi hagués fantasmes fins que marxa. Aleshores la senyoreta Honey recupera la seva llar i adopta Matilda, la qual per fi pot tenir una família com la que sempre ha enyorat.